# Frances Wright
Frances Wright, detta Fanny (Dundee, 6 settembre 1795 – Cincinnati, 13 dicembre 1852), è stata una scrittrice socialista, femminista, abolizionista  e libera pensatrice scozzese.

## Biografia
Fanny Wright fu la figlia di Camilla Campbell e di James Wright, ricco industriale tessile e politico liberale che conosceva Adam Smith ed era in corrispondenza con il marchese de Lafayette. Rimasta orfana all'età di tre anni di entrambi i genitori che lasciarono in eredità ai tre figli un consistente patrimonio, fu allevata da una zia materna a Glasgow fino a rendersi indipendente una volta che ebbe raggiunta la maggiore età. Aveva acquisito una solida istruzione e radicate convinzioni in tema di eguaglianza tra tutti gli esseri umani, indipendentemente dalla loro razza e dal sesso, e era del tutto scettica nei confronti delle ideologie religiose.
Ammiratrice della Rivoluzione americana, dal 1818 al 1820 viaggiò con la sorella negli Stati Uniti. Vi conobbe l'amico del padre Lafayette e dirigenti politici americani, quali Thomas Jefferson e John Adams: pur ammirandoli, non ne condivideva l'indifferenza nei confronti del problema della schiavitù. Ritornata in patria nel 1821, pubblicò le proprie esperienze nelle Views of Society and Manners in America, nelle quali presentò le istituzioni della giovane Repubblica americana come un esempio di democrazia che avrebbe dovuto essere imitato anche dalla conservatrice Gran Bretagna, nella quale ella sollecitava riforme sociali e parlamentari in favore di un'avanzata democrazia. Il libro ottenne un buon successo, fu conosciuto anche all'estero e contribuì a dare una fama di riformatrice sociale alla Wright, che si era avvicinata alle idee del socialismo utopistico allora in voga.
Pubblicato nel 1822 A Few Days in Athens, nel 1824 si trasferì definitivamente negli Stati Uniti, dove visitò la «New Harmony», la comunità fondata nell'Indiana dal socialista Robert Owen e dal figlio Robert, con il quale fu editrice del quotidiano «New Harmony Gazette». La Wright rimase fortemente impressionata da quell'esperienza di organizzazione comunistica del lavoro, decidendo di seguirne l'esempio: nel 1825 fondò così nel Tennessee, presso Memphis, una comunità che chiamò « Nashoba », nella quale non esistevano differenze di trattamento tra bianchi e neri e naturalmente la schiavitù vi era abolita.
Nella comunità era permesso il libero amore - la Wright considerava il matrimonio un'istituzione oppressiva - e in particolare i rapporti sessuali inter-razziali, che avrebbero dovuto favorire anche psicologicamente il superamento dei pregiudizi di razza: si prese così dagli schiavisti l'epiteto ingiurioso di «puttana rossa dell'adulterio». L'estremo anticonformismo di Frances si esprimeva nel suo stesso abbigliamento, nel quale privilegiava l'uso dei pantaloni, un autentico scandalo per l'epoca, che verrà imitato da altre femministe americane come Amelia Bloomer, Susan B. Anthony o Elizabeth Stanton.
La comunità di Nashoba non riuscì a rendersi economicamente auto-sufficiente e nel 1828 la Wright, dopo avervi speso ingenti somme, dovette rinunciare all'impresa, non senza aver pagato ai lavoratori neri il viaggio di trasferimento nella Repubblica di Haiti, in modo che, rimanendo negli States, non fossero nuovamente ricondotti allo stato di schiavitù.
Trasferitasi nel 1829 a New York, con Robert Dale Owen fondò la rivista « Free Inquirer », divenne membro della «New York Society for Promoting Communities», del quale facevano parte personalità della politica radicale come Cornelius Blatchely, Paul Brown, William Masclure e Josiah Warren, e pubblicò il Course of Popular Lectures: in questi scritti e in pubblici discorsi la Wright si batté per le libere comunità oweniane, il socialismo, l'abolizione della schiavitù, il suffragio universale, il controllo delle nascite, il divorzio e per un'istruzione laica.

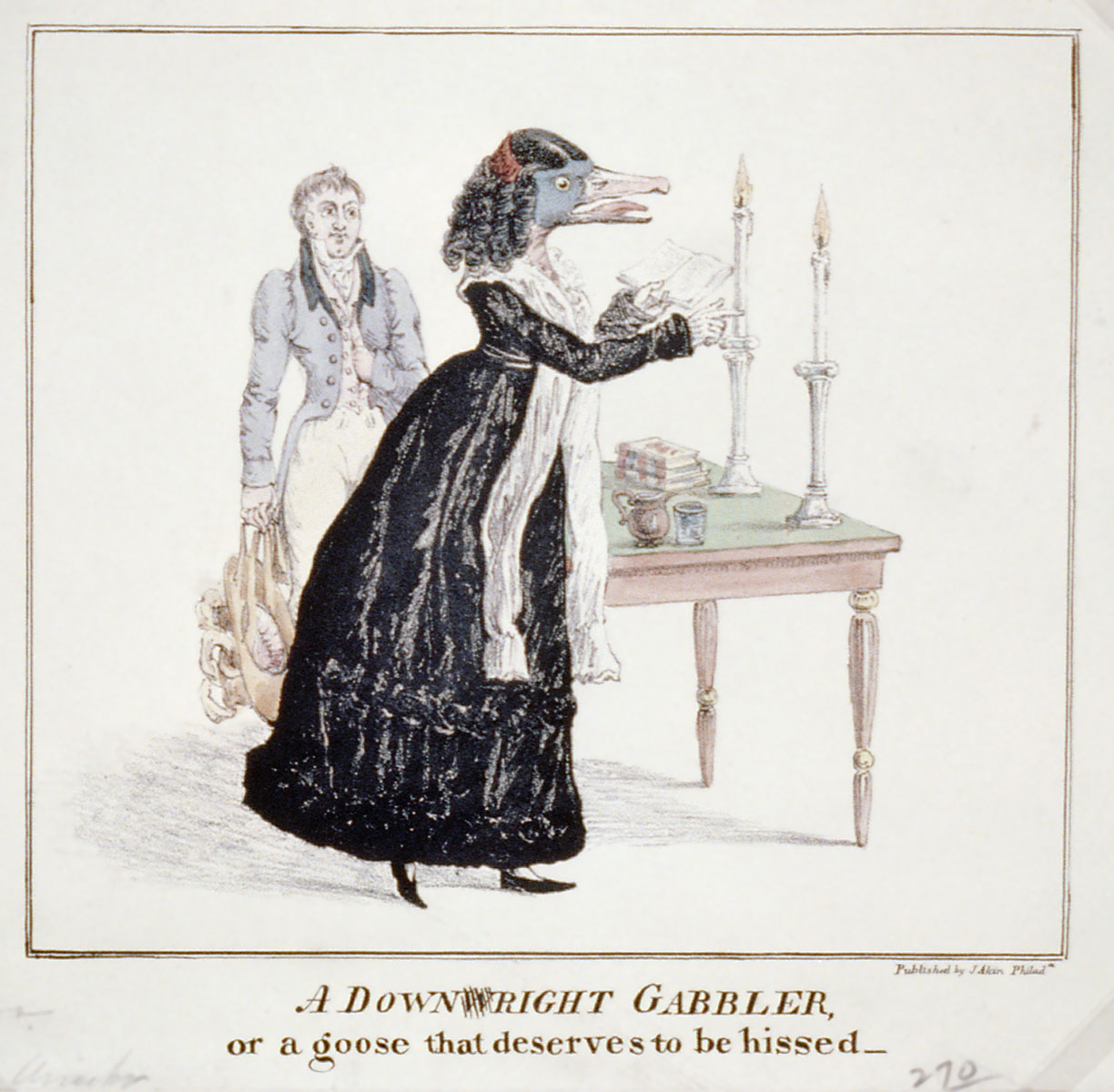
I pubblici discorsi di Frances Wright irritavano i bempensanti: nella caricatura, viene definita « un'oca che merita di essere fischiata »

Fu anche attivista del Popular Health Movement, un'organizzazione che si proponeva di diffondere la conoscenza e le cure mediche tra la popolazione più povera e le donne. Conobbe in queste occasioni il medico francese Guillaume D'Arusmont, che sposò nel 1831, e ne ebbe la figlia Frances Silva. Il matrimonio finì con un divorzio, cui seguirono strascichi giudiziari per le pretese dell'ex-marito di ottenere il controllo dei suoi beni.
Le sue posizioni si fecero con il tempo sempre più radicali: partita da una visione illuministica, nella quale aveva denunciato l'ineguaglianza dei sessi e delle razze in quanto espressione di irragionevole pregiudizio, era passata alla visione romantica di una comunità egualitaria, fino a pervenire alla denuncia della società capitalistica come matrice di una «guerra di classi», cosa che, insieme al suo essere molto in anticipo nei tempi, le procurò non solo l'incomprensione ma perfino l'odio della borghesia americana.
La salute di Frances cominciò a declinare intorno al 1840, aggravandosi negli ultimi anni così da costringerla a rinunciare alla sua attività pubblica: morì a Cincinnati il 13 dicembre 1852. Sulla sua lapide è scritto: « Ho sposato la causa del progresso umano, investendovi la mia fortuna, la mia reputazione e la mia vita ».
La femminista Ernestine Rose la commemorò nel 1858 con queste parole: « Frances Wright fu la prima donna che in questo paese abbia parlato di uguaglianza dei sessi. Il compito che si trovava ad affrontare era effettivamente difficile. Il mondo non era ancora preparato al suo avvento [...] Fu oggetto di odio, di persecuzione, si cercò di separarla dal popolo. Ma non è tutto. Ottenne una ricompensa immortale, che nessun nemico le poté strappare, nessun calunniatore sminuire: la certezza di aver adempiuto il proprio dovere [...] la ricompensa di aver tentato di essere utile alle generazioni future ».